# Federação dos Emirados Árabes do Sul
A Federação dos Emirados Árabes do Sul (em árabe: اتحاد إمارات الجنوب العربي) foi uma organização de estados dentro do Protetorado britânico de Áden que deu origem ao estado de Iémen do Sul. A Federação de seis estados foi inaugurada na colônia britânica de Áden em 11 de Fevereiro de 1959. Posteriormente, acrescentou nove estados e, em 4 de Abril de 1962, tornou-se conhecida como a Federação da Arábia do Sul. Esta foi acompanhada pela Colônia de Áden em 18 de Janeiro de 1963.

## Estados fundadores
- Audhali
- Emirado de Beihan
- Emirado de Dhala
- Sultanato de Fadhli
- Baixo Yafa
- Alto Aulaqi Sheikhdom

## Membros agregados
- Alawi
- Aqrabi
- Dathina
- Haushabi
- Sultanato de Lahij
- Baixo Aulaqi
- Maflahi
- Shaib
- Wahidi Balhaf